# قطعنامه ۵۲۹ شورای امنیت
قطعنامه ۵۲۹ شورای امنیت سازمان ملل متحد که در تاریخ ۱۸ ژانویه ۱۹۸۳ تصویب شد، سندی بین‌المللی دربارهٔ اسرائیل-لبنان است. این قطعنامه طی نشست ۲۴۱۱ام با ۱۳ موافق، ۰ مخالف و ۲ ممتنع تصویب شد.